# Богумил Веселий
Богумил Веселий (чеськ. Bohumil Veselý, нар. 18 червня 1945, Прага) — чехословацький футболіст, що грав на позиції півзахисника.
Виступав за клуб «Спарта» (Прага), з яким став дворазовим чемпіоном Чехословаччини, а також національну збірну Чехословаччини, у складі якої був учасником чемпіонату світу 1970 року.

## Клубна кар'єра
У дорослому футболі дебютував 1963 року виступами за команду «Спарта» (Прага), кольори якої і захищав протягом усієї своєї кар'єри гравця, що тривала цілих п'ятнадцять років. Разом зі «Спартою» він двічі був чемпіоном Чехословаччини в сезонах 1964/65 та 1966/67, а у 1964 та 1972 роках вигравав Кубок Чехословаччини. У 1964 році він також виграв Кубок Мітропи.

## Виступи за збірну
18 червня 1967 року дебютував в офіційних іграх у складі національної збірної Чехословаччини у матчі відбору на Євро-1968 проти Туреччини (3:0).
У складі збірної був учасником чемпіонату світу 1970 року у Мексиці, де зіграв у двох матчах — з Бразилією (1:4) та з Румунією (1:2), а його команда не подолала груповий етап.
Загалом протягом кар'єри у національній команді, яка тривала 8 років, провів у її формі 26 матчів, забивши 3 голи.

## Титули і досягнення
- Чемпіон Чехословаччини (2):

«Спарта» (Прага): 1964-65, 1966-67
- Володар Кубка Чехословаччини (2):

«Спарта» (Прага): 1963-64, 1971-72, 1975-76
- Володар Кубка Мітропи (1):

«Спарта» (Прага): 1964